# Jan Sabik
Jan Sabik (ur. 18 listopada 1900 w Wysokiej Strzyżowskiej, zm. 9 sierpnia 1993) – polski rolnik i polityk, poseł na Sejm Ustawodawczy oraz Sejm PRL II, III i IV kadencji.

## Życiorys
Syn Józefa i Bronisławy. Uzyskał wykształcenie podstawowe, z zawodu rolnik. Pracował w zakładzie ceramicznym w Dobrzechowie, gdzie był przewodniczącym Związku Zawodowego Przemysłu Chemicznego. W 1927 był jednym z organizatorów strajku, w wyniku czego zwolniono go z pracy, po czym wyemigrował do Stanów Zjednoczonych, skąd wrócił w 1938. Podczas okupacji niemieckiej, w 1942 był współorganizatorem komórki Polskiej Partii Robotniczej w Wysokiej Strzyżowskiej, a następnie Armii Ludowej. Do PPR wstąpił w czerwcu 1943, ukończył nauczanie w Centralnej Szkole Partyjnej PPR.
W 1948 wraz z PPR przystąpił do Polskiej Zjednoczonej Partii Robotniczej, pełnił funkcję członka (1949–1968) oraz członka egzekutywy (1949–1953, 1956–1963) i sekretarza do spraw rolnych (1956–1962) Komitetu Wojewódzkiego PZPR w Rzeszowie. W 1950 objął mandat posła na Sejm Ustawodawczy po zmarłym Wojciechu Pelczarskim z okręgu Gorlice, zasiadając w Komisji Rolnictwa i Reform Rolnych. W następnych latach obejmował mandat posła na Sejm PRL II, III i IV kadencji z okręgu kolejno Przemyśl i dwukrotnie Jarosław. Był sekretarzem wojewódzkiego zespołu poselskiego w Rzeszowie. Przez trzy kadencje zasiadał w Komisji Leśnictwa i Przemysłu Drzewnego, ponadto w okresie III kadencji pracował w Komisji Handlu Zagranicznego, a w czasie IV kadencji w Komisji Mandatowo-Regulaminowej. Był prezesem wojewódzkiego zarządu Związku Samopomocy Chłopskiej.

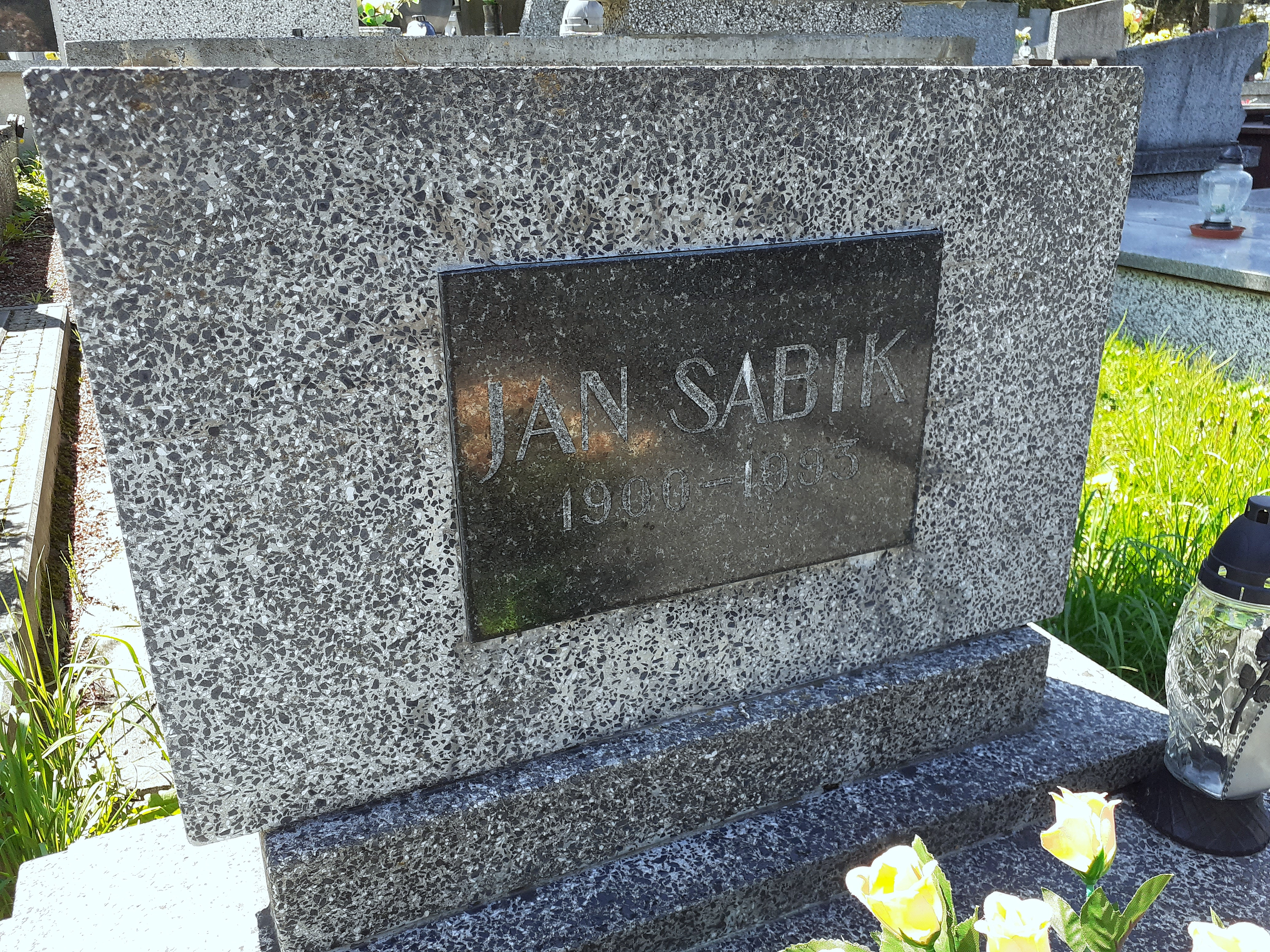
Nagrobek Jana Sabika

Został pochowany na cmentarzu Wilkowyja w Rzeszowie (18/6/22).

## Odznaczenia
- Order Sztandaru Pracy II klasy
- Krzyż Kawalerski Orderu Odrodzenia Polski (1954)[2]
- Krzyż Partyzancki
- Medal 10-lecia Polski Ludowej (1954)[3]
- Odznaka 1000-lecia Państwa Polskiego (1966)[4]
- Wpis do „Księgi zasłużonych dla województwa rzeszowskiego” (1987)[5]